# レイニーフロッグ
レイニーフロッグ株式会社は、神奈川県川崎市宮前区菅生に所在する日本のゲームソフトパブリッシャー。

## 概要
イギリス人のバイアス・アンソニーにより2013年9月にレイニーフロッグ合同会社を設立。主に海外製ゲームの日本での発売および日本製ゲームを海外で発売するサポートを行う。
バイアスは元々ロンドンのゲーム会社Virgin Interactiveで日本のカプコンが発売するバイオハザードシリーズやディノクライシスシリーズのヨーロッパでのリリース管理を行っていたが、仕事の関係で頻繁に日本を訪れているうちに日本の文化に興味を抱くようになり、2000年に東京で日本語を勉強したのちに滞在することを決意、その後アクティビジョン・ジャパン、マーベラスインタラクティブ、インターチャネルといった東京のゲーム会社を渡り歩いたという経歴を持つ。
2014年発売の最初のソフト『まちがいさがしパーティー』（原題：Spot The Differences: Party!、開発：Sanuk Games）を皮切りに海外製ソフトの日本での発売を展開し、一方でスコア・スタジオズの『ピクセル ライン DX』やDICOの『うごくジグソーパズル』シリーズなど日本製ソフトの日本と海外での配信も行う。また、2019年にはスコア・スタジオズの『ピクセルパズルパック3-in-1』とゲームフリークの『GIGA WRECKER ALT.』でパッケージソフトの発売を開始する。
2022年2月15日付でレイニーフロッグ株式会社に組織変更した。
2022年5月には、ポーランドのゲーム会社Forever Entertainmentのグループ会社となった。